# Únanovka
Únanovka je pravostranný přítok Jevišovky v okrese Znojmo v Jihomoravském kraji. Délka toku činí 14,9 km. Plocha povodí má rozlohu 37,0 km². Název toku je odvozen od obce Únanov, v jejímž katastru potok pramení.

## Průběh toku
Únanovka pramení nad obcí Únanov ve výšce 300 m n. m. v lokalitě, kde se nacházejí ložiska kaolinu. Protéká obcemi Únanov, Těšetice, Bantice a Práče v celkové délce do 15 km. Nemá žádné významnější přítoky. Jako pravostranný přítok se vlévá do řeky Jevišovky současně s levostranným přítokem Skalička ve výšce 200 m n. m. Je součástí povodí Dyje, Moravy, Dunaje.

### Vodní díla
V úseku mezi Únanovem a Těšeticemi byla v roce 1983 vybudována vodní nádrž Těšetice, která zaujímá plochu 12 ha s objemem 0,852 mil. m³. Únanovka napájí též několik rybníků: Únanovský, Bohunický, Bantický a Práčský.

## Vodní režim
Průměrný průtok Únanovky u ústí činí 0,05 m³/s.

## Zajímavosti a památky podél toku
- Kopečky u Únanova – evropsky významná lokalita[4]
- Přírodní památka Losolosy
- Přírodní památka Kaolinka
- Přírodní památka Zmijiště
- Archeologická lokalita Starý zámek[5]
- Archeologická lokalita Těšetice-Kyjovice
- Deblínek – vrchol s vysílačem v nadmořské výšce 365 m n. m.[6]
- Tvořihrázský les – evropsky významná lokalita[7]

## Fotogalerie

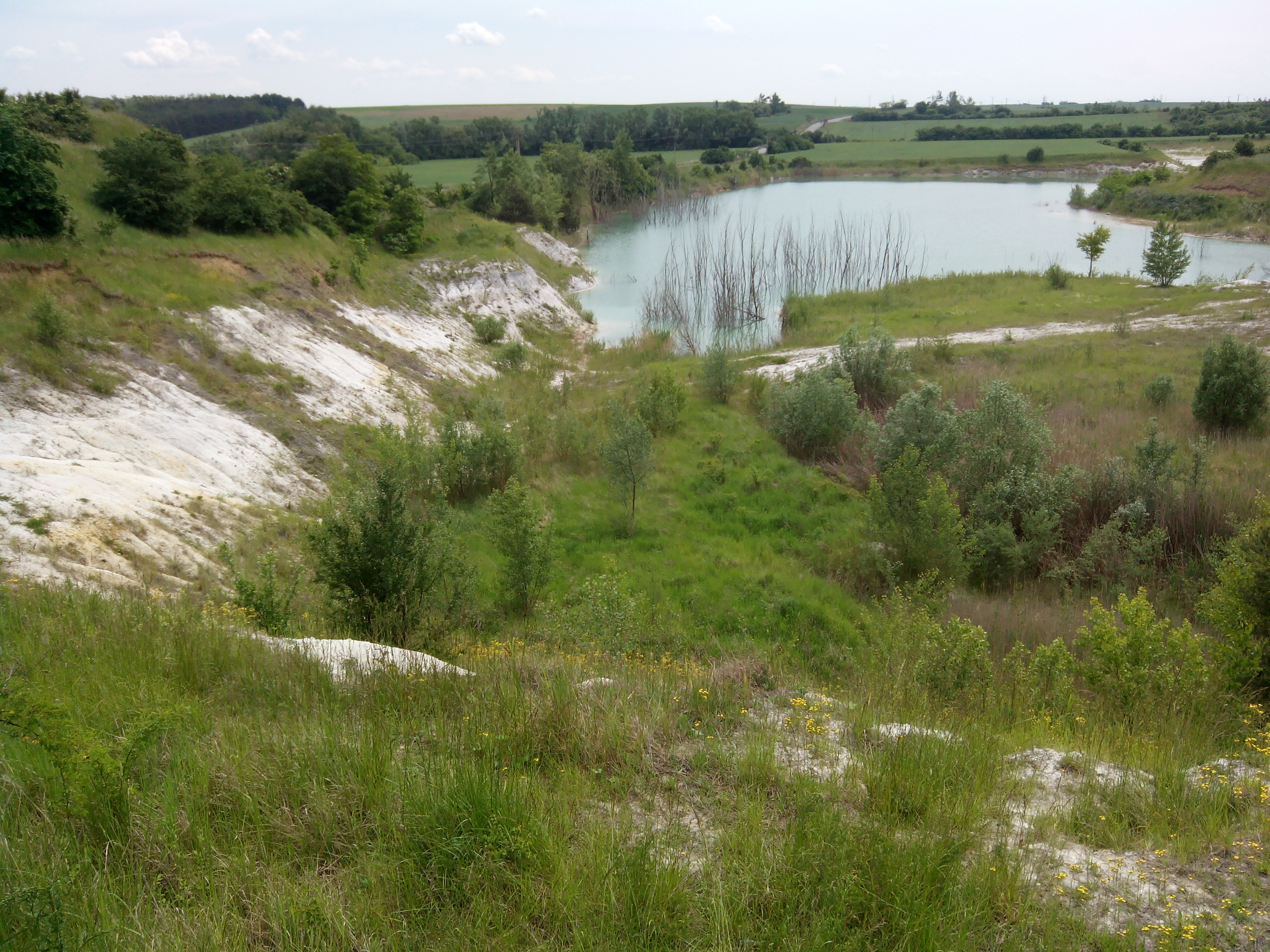
Kaolinka Únanov – jeden ze zdrojů Únanovky
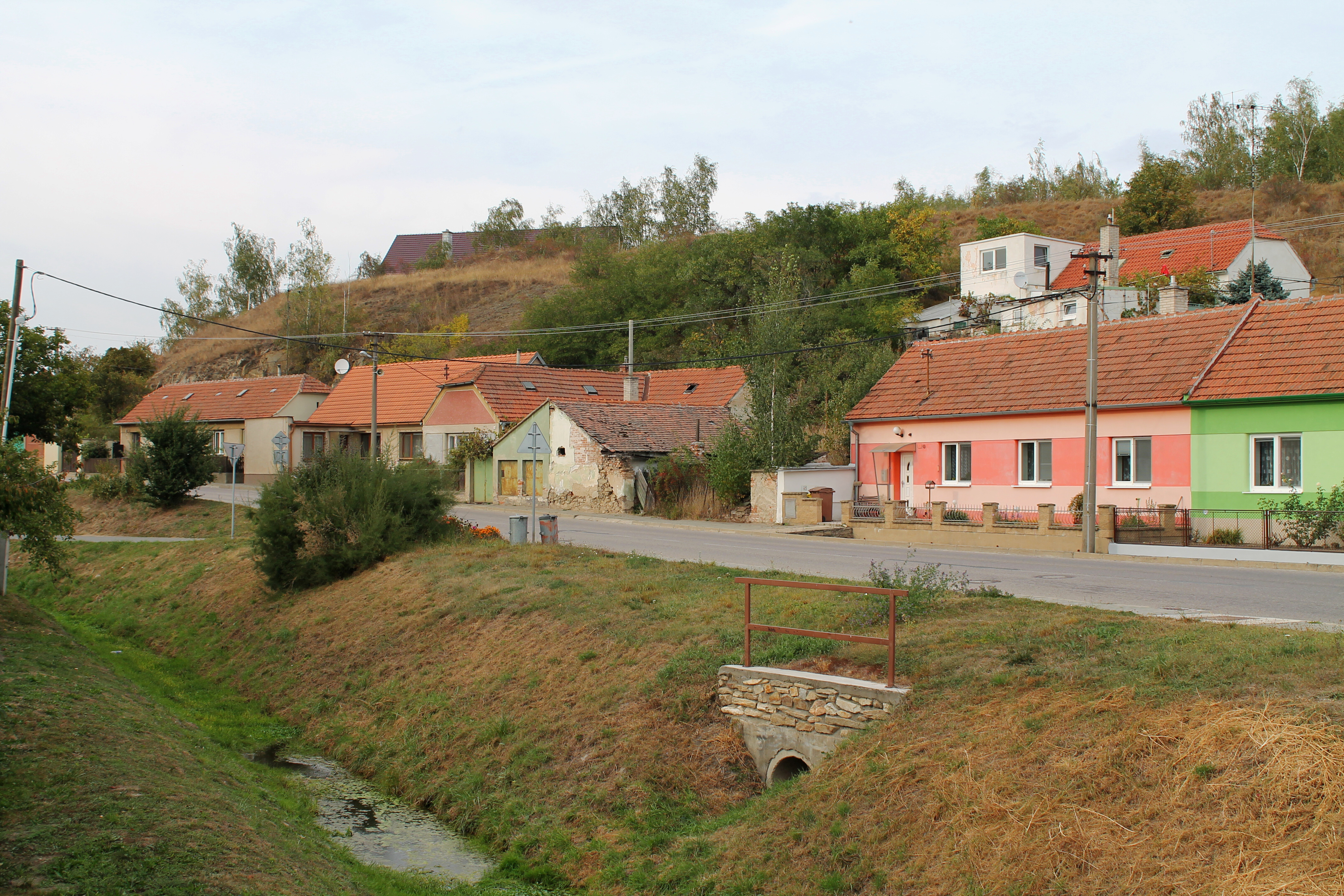
Potok v Únanově
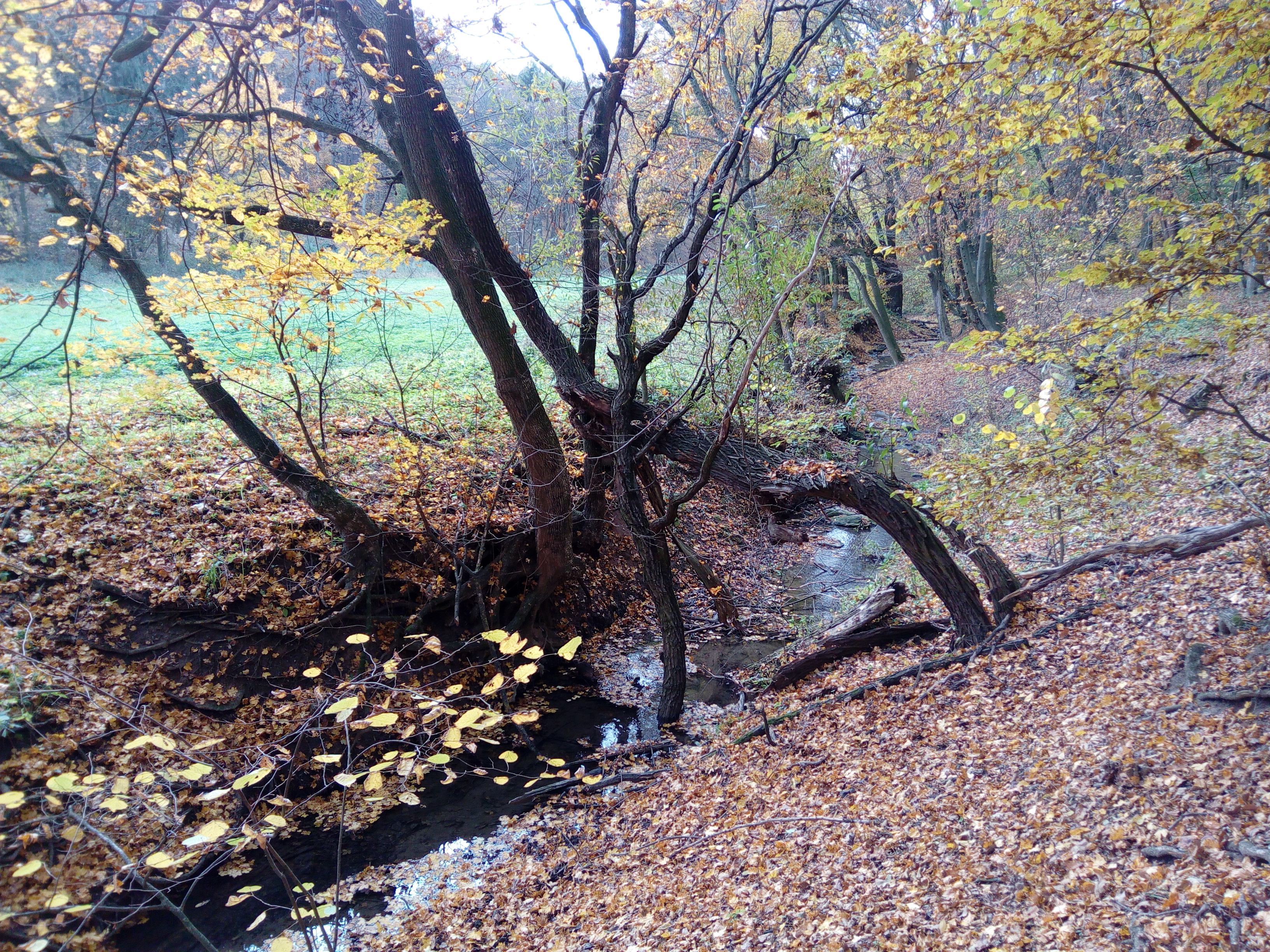
Únanovka pod Deblínkem
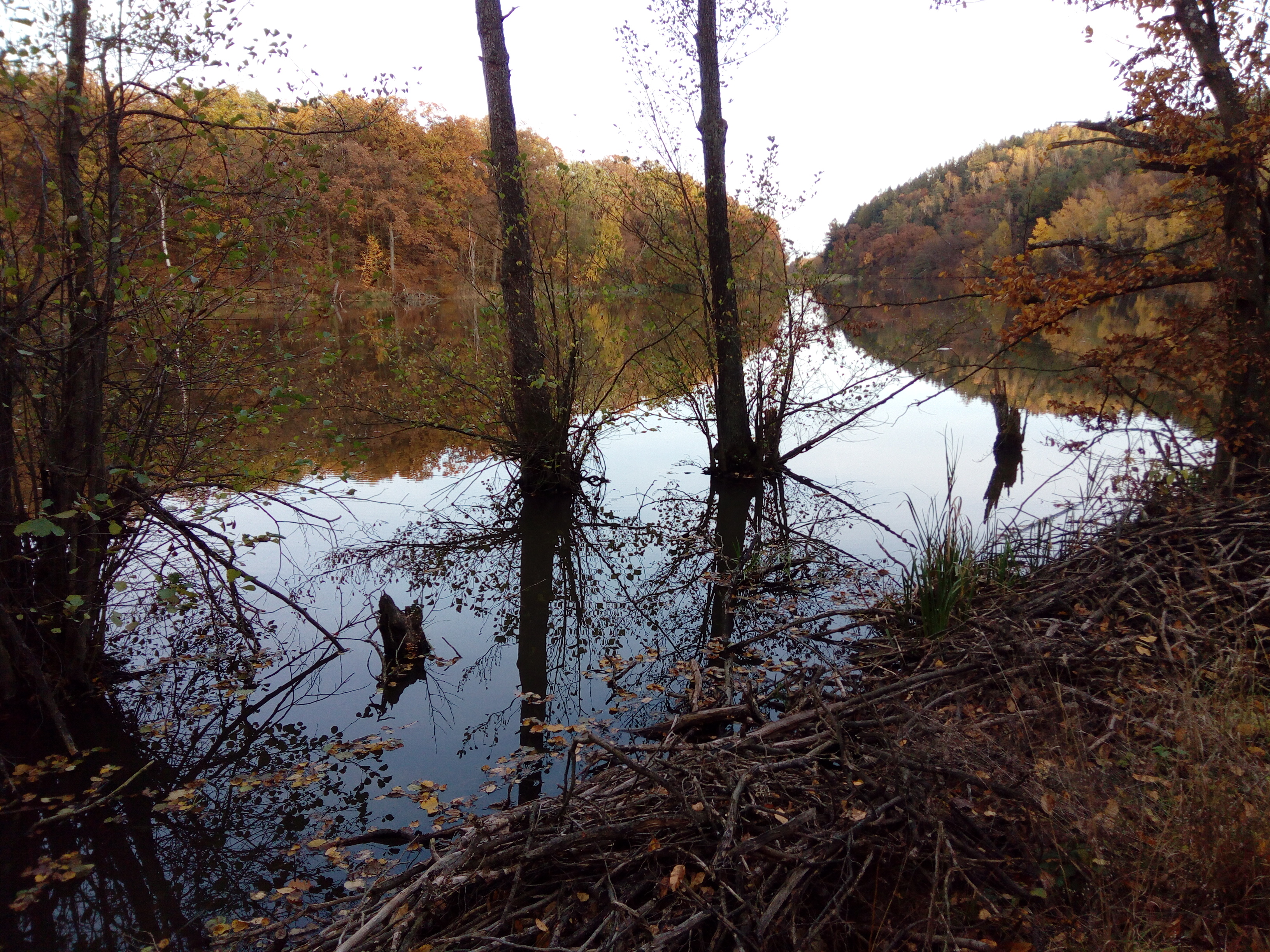
Bohunický rybník
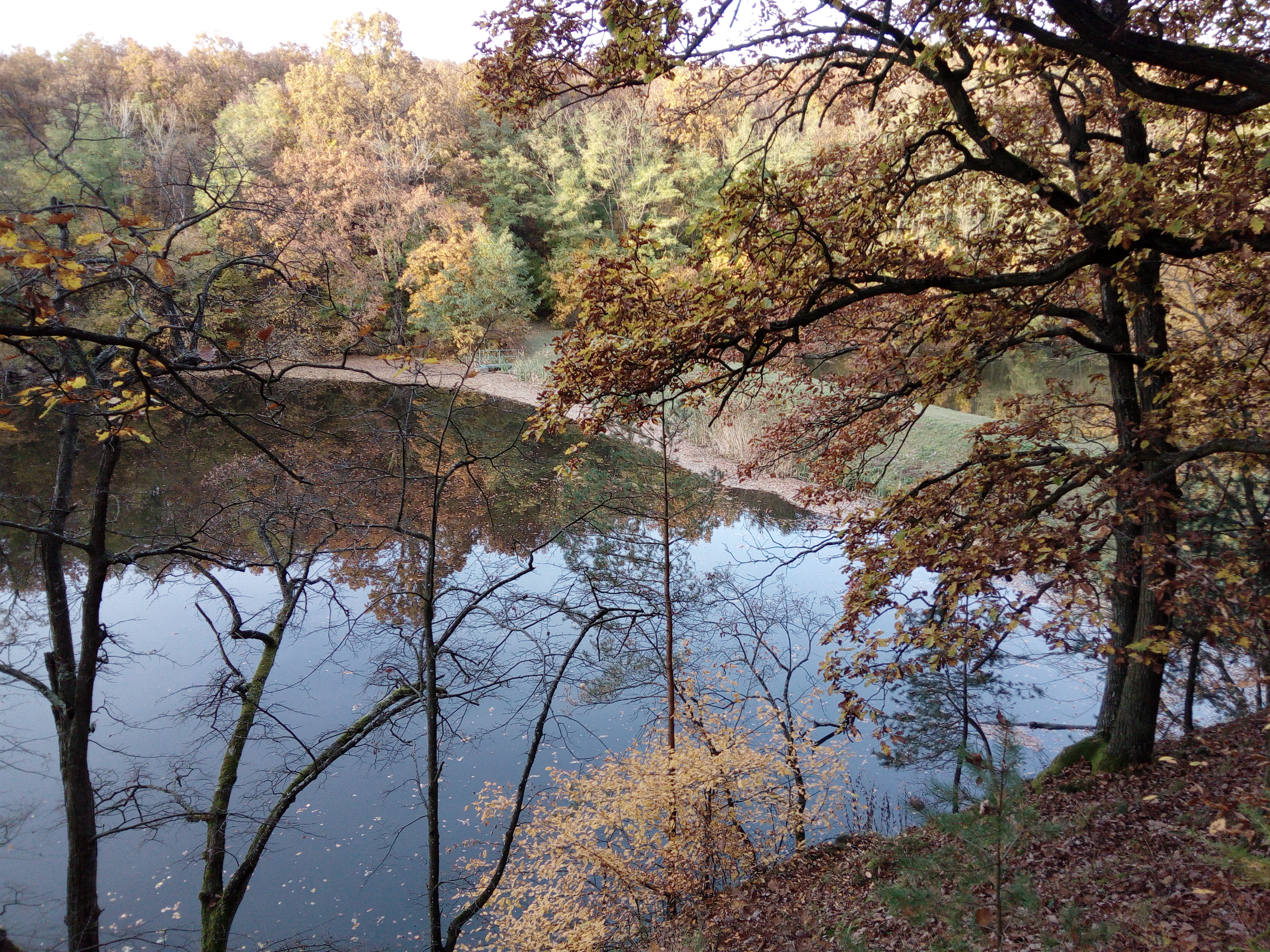
Hráz Bohunického rybníka
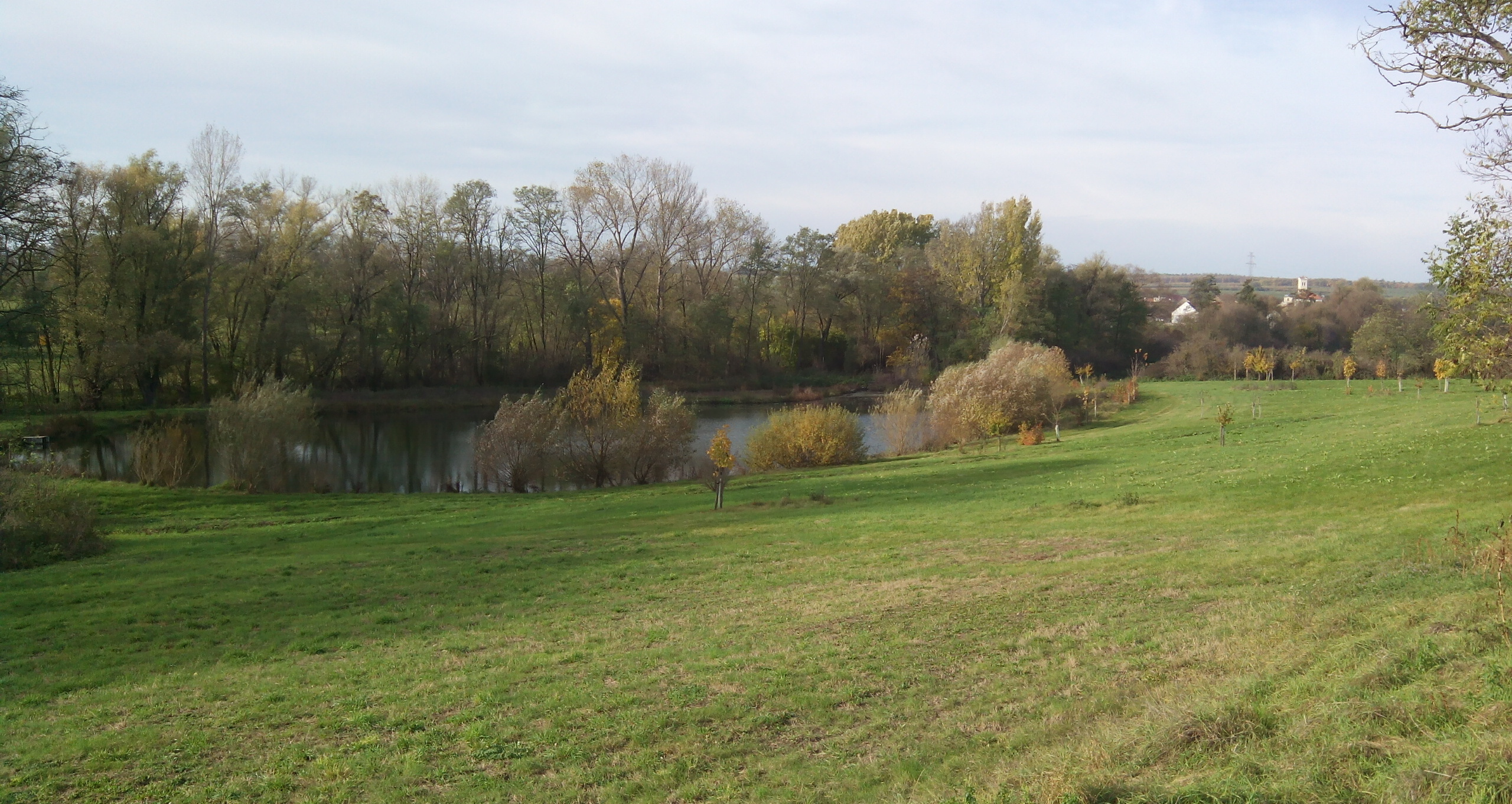
Bantický rybník
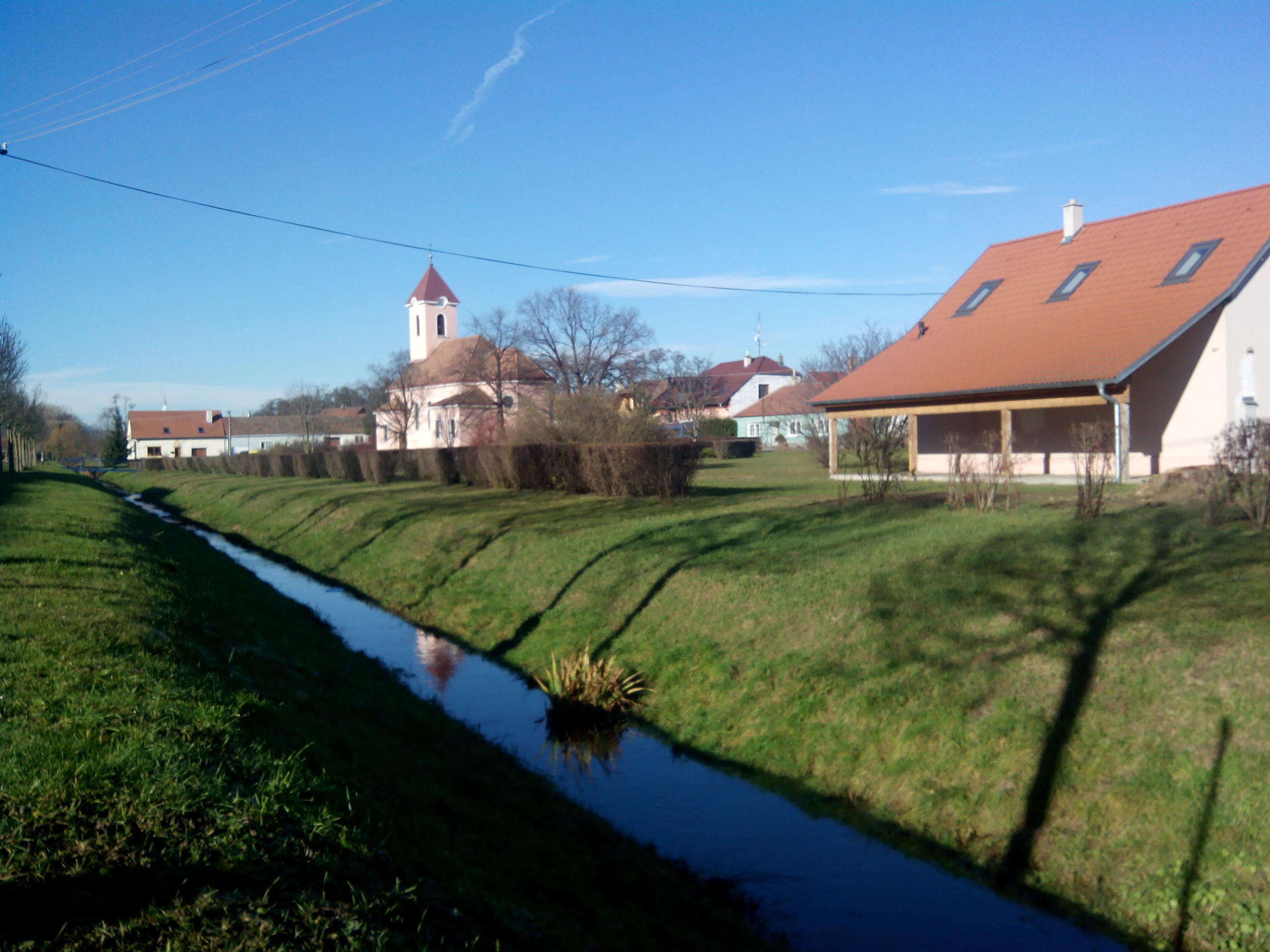
Únanovka v Banticích
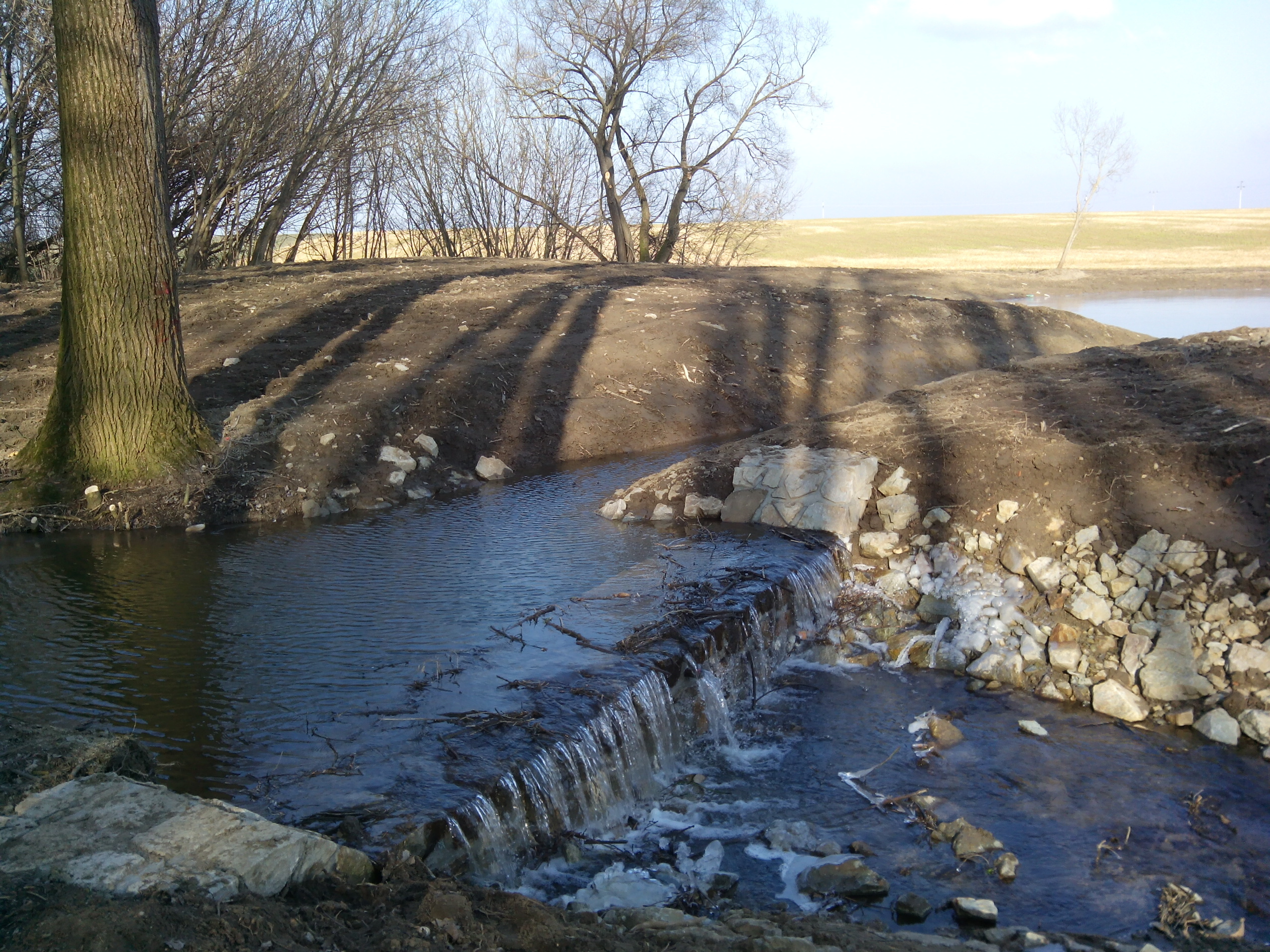
Hráz Práčského rybníka